# マツゲン箕島硬式野球部
マツゲン箕島硬式野球部（マツゲンみのしまこうしきやきゅうぶ）は、和歌山県有田市に本拠地を置き、日本野球連盟に所属する社会人野球のクラブチーム。特定非営利活動法人としても登録している（法人名：特定非営利活動法人和歌山箕島球友会）。
チームの有力スポンサーに、和歌山県及び大阪府南部でスーパーマーケットを展開するマツゲンがあり、ユニフォームの袖にはマツゲンのロゴがあしらわれている。

## 概要
高校野球の強豪校として知られる和歌山県立箕島高等学校野球部のOBを中心に、『箕島球友会』として1997年3月に発足。チーム名に「箕島」を冠しているが、箕島高校野球部OB以外の選手も参加できる。住友金属工業が保有していた社会人野球の強豪チーム・住友金属野球団（本拠地：和歌山県和歌山市）が1999年限りで活動を終了したことから、2000年以降は県内唯一の社会人野球チームとして活動している。また、住友金属野球団解散の際には一部の選手を受け入れている。
2004年には、「和歌山県民のためのチーム」としての意識を高めるべく、チーム名を『和歌山箕島球友会』に改称。
2006年、クラブ野球選手権において初出場ながら初優勝を果たす。同年から、都市対抗野球とクラブ野球選手権の優勝チームは日本選手権へ推薦出場できることになったため、日本選手権へ初出場を果たす。しかし、本戦では1回戦で敗退した。
2007年、同年のクラブ野球選手権では予選でNOMOベースボールクラブに敗れ本戦出場は果たせなかったが、日本選手権では第5代表決定戦で新日本製鉄広畑を破り2年連続で本戦出場を決めた。2013年・2015年・2017年にも、クラブ野球選手権での優勝を経て日本選手権へ出場したが、初勝利には至らなかった。
2019年から、チーム名を『マツゲン箕島硬式野球部』に改称。同年のクラブ野球選手権で、2年振りに優勝した。日本選手権では初戦で敗退したものの、強豪のトヨタ自動車を相手に0 - 1と健闘した。
所属選手の大半は、チームスポンサーのマツゲンが運営する店舗に勤務。引退などで退部した選手も、本拠地の有田市内に定住することが多いという。

## 沿革
- 1996年 - 『箕島球友会』として発足。
- 2004年 - チーム名を、『和歌山箕島球友会』に改称。
- 2006年 - クラブ野球選手権に初出場（優勝）、日本選手権に初出場（初戦敗退）。
- 2013年 - クラブ野球選手権で2回目の優勝。
- 2015年 - クラブ野球選手権で3回目の優勝。
- 2017年 - クラブ野球選手権で4回目の優勝。
- 2019年 - チーム名を、『マツゲン箕島硬式野球部』に改称。クラブ野球選手権で5回目の優勝。
- 2024年 - クラブ野球選手権で6回目の優勝。

## 主要大会の出場歴・最高成績
- 社会人野球日本選手権大会 - 出場7回
- 全日本クラブ野球選手権大会 - 出場12回、優勝6回（2006年、2013年、2015年、2017年、2019年、2024年）、準優勝2回（2012年、2018年）
- JABA高砂市長杯争奪大会 - 優勝10回（2012年、2013年、2014年、2016年、2017年、2018年、2021年、2022年、2023年、2024年）
- JABAびわこ杯争奪社会人クラブ野球大会 - 優勝5回（2004年、2006年、2015年、2016年、2018年）

## 出身プロ野球選手
- 橋本泰由（投手） - 2001年ドラフト15位でオリックス・ブルーウェーブに入団

## 元プロ野球選手の競技者登録
- 橋本泰由（元：オリックス・バファローズ） - 投手 →コーチ →退団
- 中本和希（元：オリックス・バファローズ、大阪近鉄バファローズ） - 内野手（2007 - 2008年）→退団
- 原井和也（元：千葉ロッテマリーンズ、西武ライオンズ） - コーチ、助監督（2012年 - 2019年、2022年 - )
- 穴田真規（元：阪神タイガース） - 内野手（2014 - 2017年）→退団
- 吉田篤史（元：千葉ロッテマリーンズ、阪神タイガース） - 投手コーチ（2023年）→退団
- 貝塚政秀（元：西武ライオンズ） - 打撃兼バッテリーコーチ（2024年 - ）
- 辻俊哉（元：千葉ロッテマリーンズ、オリックス・バファローズ） - 投手コーチ（2024年）→退団
- 岡本克道（元：福岡ダイエーホークス→福岡ソフトバンクホークス） - 投手コーチ（2025年 - ）
- 中田惟斗（元：オリックス・バファローズ） - 投手（2025年 - ）